# Coelogyne prolifera
Coelogyne prolifera é uma espécie de orquídea epífita, família Orchidaceae, que habita do Nepal até Yunnan, na China, e a Indochina.